# BSG Stahl Riesa
Maillots
Le BSG Stahl Riesa est un club sportif allemand localisé dans la ville de Riesa, dans la Saxe.
Le club actuel fut refondé en 2003, peu après la faillite de la dernière structuration du club initial créé cent ans plus tôt.

## Histoire

### Riesaer SV
Le club fut fondé le 28 mars 1903 sous le nom de SC 1903 Riesa. Deux ans plus tard, il fut rebaptisé Riesaer SV.
En 1933, dès leur arrivée au pouvoir, les Nazis reformèrent les compétitions et créèrent les Gauligen. En 1936, le Riesaer SV accéda à la Gauliga Sachsen. Il fut relégué après une seule saison, mais y remonta en vue de la compétition 1940-1941 et y resta jusqu’à la fin de la Seconde Guerre mondiale.
En 1945, le club fut dissous par les Alliés, comme tous les clubs et associations allemands (voir Directive n°23). Le club fut reconstitué sous la dénomination de SG Riesa.
Comme toute la Saxe, la ville de Riesa se retrouva en zone soviétique puis en RDA à partir de 1949.

### Époque de la RDA
Le cercle connut l’existence des équipes est-allemandes et changea de structure et de nom en fonction des envies des autorités communistes.
Le 1er septembre 1948, le SG Riesa fut renommé BSG Stahlwerk Riesa. Six ans plus tard, la section football du club fut dissoute et rapidement reformée sous l’appellation SC Stahl Riesa. En 1957, cette équipe fut réincorporée au sein du BSG Stahl Riesa.
En 1968, le club fêta sa première accession en DDR-Oberliga, la Division 1 de la Deutscher Fussball Verband. Jusqu’en 1988, le club totalisa 16 saisons parmi l’élite est-allemande, mais sans y jouer de rôle majeur, luttant la plupart du temps pour son maintien.

### Depuis 1990

Ancien logo du Riesaer SV Blau-Weiss

Après la réunification allemande, en 1990, commença à ce moment à l’intégration des clubs de la DFV au sein de la DFB. La D2 est-allemande, la DDR-Liga fut renommée NOFV-Liga. Le BSG Stahl Riesa termina la saison 1989-1990 à la 3e place, puis changea son appellation en SV Stahl Riesa puis en FC Stahl Riesa. La saison suivante, il termina à la 11e place sur 16 et put ainsi participer à l’Oberliga Nordost, le niveau 3 du football allemand réunifié.
En 1991, le club reprit sa dénomination historique en optant pour le nom de Riesaer SV. Deux ans plus tard, le club ne put éviter la descente vers la Landesliga Sachsen. Ce fut un recul de deux niveaux vers le 5e étage de la pyramide à la suite de l'instauration à la fin de la saison suivante des Regionalligen en tant que Division 3.
En fin de saison 1994-1995, le club fusionna avec le FSV Blau-Weiß Riesa pour créer le Riesaer SV Blau-Weiss
En 1998, le cercle fusionna avec le SC Riesa-Röderau pour former le FC Stahl Riesa 98.

### SC Riesa-Röderau
Le club fut fondé en 1948 sous l’appellation BSG Gummiwerk Riesa. Trois ans plus tard, le cercle fut renommé BSG Chemie Riesa.
Sur le plan sportif, Chemie Riesa fut un des fondateurs de la Bezirksliga Dresden, en 1952. Quatre ans plus tard, le club monta en II. DDR-Liga (niveau 3 est-allemand), il y resta pendant trois saisons puis fut relégué.
En 1960, le BSG Chemie Riesa retourna au 3e niveau. En 1963, lors de la dernière saison d’existence de la II. DDR-Liga, le club termina 5e alors que son rival local du BSG Stahl Riesa accédait à la DDR-Liga, la division 2 est-allemande.
Au milieu des années 1960, Chemie Riesa connut le succès. En 1964 et en 1968, le cercle monta dans l’antichambre de l’élite est-allemande. Il fut relégué après une saison.
Après la réunification allemande, le club joua sous l’appellation de SV Pneumant Riesa, puis à partir de 1991, il devint le SV Grün-Weiss Riesa-Röderau. Deux ans plus tard, le club fusionna avec la section football du SC Riesa pour former le SC Riesa-Röderau.
En 1998, le cercle fusionna avec le Riesaer SV Blau-Weiss pour former le FC Stahl Riesa 98. 

### FC Stahl Riesa 98
Deux ans plus tard, le club fêta le titre en Landesliga Sachsen et gagna ainsi le droit de monter en Oberliga Nordost Süd (Niveau 4).
Malheureusement, le club ne put remplir ses engagements financiers et fut déclaré en faillite dans le courant de la saison suivante et renvoyé au 5e niveau. En début d’année 2003, le club fut dissous. À la suite de cette disparition, le SC Riesa partie prenante de la fusion de 1998 reprit seul ses activités.

### TSV Stahl Riesa
Peu après la faillite du FC Stahl Riesa 98, un club fut refondé le 31 mars 2003, au restaurant Wetteiner Hof de Riesa. Cette reconstitution eut lieu cent ans et trois jours après la création initiale. La nouvelle entité reçut le nom de TSV Stahl Riesa et, bien évidemment, reprit l’héritage et les traditions du club précédent. 
Le TSV Stahl Riesa début tout en bas de la pyramide en 2. Kreisliga. Après trois montées successives, le cercle arriva en Berzirksklasse Dresden en 2006. Trois ans plus tard, il accéda à la Bezirksliga Dresden.

## Palmarès
- Champion de la Landesliga Sachsen: 2000.
- Vice-champion de la Landesliga Sachsen: 1994, 1998.